# Усть-Ыныкчан
Усть-Ыныкчан (якут. Уус Ыныкчаан) — обезлюдевшее село в Усть-Майском улусе (районе) Республики Саха (Якутия) России. Входит в состав муниципального образования Городское поселение посёлок Солнечный.

## География
Находится на берегу реки Аллах-Юнь, при впадении в неё р. Ыныкчан, вблизи впадения в Ыныкчан реки Семерка, в 146 км от улусного центра п. Усть-Мая, в 5 км до пгт. Солнечный.
Уличная сеть сохранилась на 2019 год: ул. Таёжная и ул. Транспортная.

## История
Согласно Закону Республики Саха (Якутия) от 30 ноября 2004 года N 173-З N 353-III село вошло в образованное муниципальное образование Городское поселение посёлок Солнечный.

## Население
| 2002 | 2010 | 2012 | 2013 | 2014 | 2015 | 2016 | 2017 | 2018 | 2019 | 2020 |
| ---- | ---- | ---- | ---- | ---- | ---- | ---- | ---- | ---- | ---- | ---- |
| 12   | ↘0   | →0   | →0   | →0   | →0   | →0   | →0   | →0   | →0   | →0   |
| 2021 |      |      |      |      |      |      |      |      |      |      |
| →0   |      |      |      |      |      |      |      |      |      |      |

## Инфраструктура
Золотодобыча.

## Транспорт
Выезд на региональную автотрассу «Амга» (идентификационный номер 98К-001) «Нижний Бестях (1157-й км автодороги „Лена“) — Амга — Усть-Мая — Эльдикан — Югорёнок».